# مارکار قرابگیان
مارکار قرابگیان (به ارمنی: Մարգար Ավետիսի Ղարաբեկյան) متخلص به دِوْ (به ارمنی: Դև) (زاده ۱۹۰۱ میلادی در تهران - درگذشته ۱۹۷۶ میلادی در تهران)، شاعر و نقاش ارمنی‌تبار اهل ایران بود.

## زندگی
اصل و نسب مارکار قرابگیان به اشراف اهل آرتساخ می‌رسد. پدرش «آودیس خان قرابگیان» از معتمدان سرشناس جامعهٔ ارمنی تهران و از صاحبان اصلی (سهامداران عمده) چاپخانهٔ ارمنی زبان «پاروس» تهران در دههٔ ۲۰ شمسی بود که در سالهای بعد با نام «فاروس» در زمینهٔ چاپ کتاب‌های فارسی نیز به فعالیت پرداخت. پس از اتمام تحصیلات مقدماتی مارکار در مدرسهٔ «هایگازیان» و تحصیلات متوسطه را در دبیرستان ملی ارمنیان جلفای اصفهان به پایان رساند و به سبب علاقه و استعدادی که در زمینه نقاشی داشت نزد نقاش اهل روسیه موریس فابری رفت و مکتب‌های مختلف نقاشی، آناتومی و تمامی نکات مربوط به هنر نقاشی را به خوبی آموخت. خانوادهٔ مارکار در سال ۱۳۰۱ خورشیدی به تهران نقل مکان کردند و مارکار به مدرسه صنایع مستظرفه رفت و به مدت پنج سال، یعنی تا ۱۳۰۶ خورشیدی، زیر نظر شخص کمال‌الملک به تحصیل نقاشی پرداخت.
مارکار از شانزده سالگی با تخلص «دِو» شروع به نوشتن کرد و مدتی نیز به منزلهٔ سردبیر در نشریه‌های ادبی به فعالیت پرداخت؛ او همچنین سال‌های متمادی انجمن ادبی ـ هنری «میتک» (به معنی اندیشه)، تهران را سرپرستی کرد. مارکار سردبیر نشریهٔ «نورپادگام» (به معنی پیام نو) بود که انجمن ادبی میتک آن را به طبع می‌رساند. در ۱۹۳۳ میلادی، مارکار همراه با هراند فالیان، نویسندهٔ نثرپرداز ارمنی، انجمن ادبی «نورِاج» (به معنی صفحهٔ نو) را تأسیس کردند. نخستین شعر دِو در ۱۳۰۲ خورشیدی در روزنامه‌ای به نام «گاقاپار» (به معنی آرمان) در تهران، چاپ شد. مارکار در این مدت و از ۱۳۰۳ خورشیدی به مدت نه سال نیز در مدرسهٔ ارمنیان هایگازیان به تدریس نقاشی، علم الاشیاء و جغرافیا پرداخت.

## آثار
مجموعه شعرهای او عبارتند از:
- ترانه‌های من (۱۹۴۷ میلادی)
- این راه طولانی (۱۹۶۳ میلادی)

## شعری از مارکار قرابگیان به نام (انتظار)
| انتظار انتظار انتظار                         |  | آسمان تیره، سپیداران برگ ریز                |
| کلاغ‌ها به چال‌های سیاه آسمان                  |  | و لحظه‌های خموش میرند در مه                  |
| غروب:تردیدهای پراکنده و شب و باد گزنده و سرد |  | و سپس گام صداهای دور شونده سپس سکوت در کوچه |
| انتظار… به زیر دیواری تیره                   |  | و گربه سیاه جیغی کشید و گذشت                |
| یاس رنج آلودی در جانم                        |  | آه… چگونه توان دل کند و خانه رفت…           |